# Grachovka (Krasnodar)
Grachovka (del ruso: Грачëвка) es un poblado (posiólok) del raión de Leningrádskaya del krai de Krasnodar, en Rusia. Está situado 13 km al suroeste de Leningrádskaya y 133 km al norte de Krasnodar, la capital del krai. Tenía 84 habitantes en 2010.
Pertenece al municipio Úmanskoye.